# Conseil de commandement de la révolution (Libye)
Pour les articles homonymes, voir Conseil de commandement de la révolution et CCR.
Le Conseil de commandement de la révolution (CCR), était une instance composée de douze militaires libyens, qui constitua la plus haute autorité du pouvoir exécutif de la République arabe libyenne. Le CCR fut créé immédiatement après le renversement de la monarchie libyenne le 1er septembre 1969, et dissous le 2 mars 1977 lors de la proclamation officielle de la Jamahiriya arabe libyenne populaire et socialiste. Le Conseil de commandement de la révolution était présidé par Mouammar Kadhafi, ce dernier faisant office de chef de l'État.

## Historique

### Prise du pouvoir
Le 1er septembre 1969, un coup d'État, mené par un groupe de jeunes militaires, les « officiers unionistes libres », détrône le roi Idris Ier. Les chefs des conjurés sont fortement influencés par le nassérisme et se constituent aussitôt en Conseil de commandement de la révolution. Le premier communiqué du CCR est lu à la radio par le capitaine Mouammar Kadhafi, qui est alors le seul des nouveaux dirigeants du pays à être identifié par le public. Le CCR est composé des douze membres suivants : Mouammar Kadhafi, Abdessalam Jalloud, Mokhtar Abdallah al-Qarawi, Bachir Saghîr Hawdi, Abdel-Moneim Al-Huni, Mustapha Kharrubi, Omar al-Meheichi, Khwildi Hamidi, Mohamed Najm, Awad Ali Hamza, Abou Bakr Muqarief et Abou Bakr Younès Jaber. La liste complète des membres du CCR, ainsi que leurs visages, ne deviennent connus que près de quatre mois après le coup d'État. Le fonctionnement régulier du CCR ne sera jamais établi tout au long de son existence. 
Un civil, Mahmoud Soleiman al-Maghrebi, est nommé premier ministre en raison de son profil de dirigeant syndical orienté à gauche. Aucun des membres du CCR ne participe à ce premier gouvernement, mais les douze militaires s'opposent bientôt au souhait d'al-Maghrebi d'animer un gouvernement regroupant diverses tendances politiques. Dès le 20 novembre, le Premier ministre doit remettre sa démission. Le 11 décembre, une « proclamation constitutionnelle » fixe provisoirement les institutions de la République arabe libyenne, définissant le CCR comme « la plus haute autorité en République arabe libyenne. Il exerce les pouvoirs inhérents à la souveraineté nationale, promulgue la législation, décide au nom du peuple de la politique générale de l'État et prend toutes les décisions qu'il juge nécessaires à la protection de la révolution et du régime ». Le CCR, dont les décisions ne peuvent faire l'objet d'aucun recours, se pose donc en source à la fois du pouvoir exécutif et du pouvoir législatif, le conseil des ministres n'étant qu'un organe d'exécution. Le 16 janvier 1970, Mouammar Kadhafi succède à Mahmoud Soleiman al-Maghrebi en devenant lui-même Premier ministre, cumulant les postes de chef du gouvernement et de chef de l'État. Cinq des membres du CCR sont nommés à des postes ministériels, mais Kadhafi semble avoir surtout visé à les isoler ainsi de l'armée, où se situent les vrais enjeux du pouvoir. En mai de la même année, Kadhafi organise un « Congrès de la Pensée révolutionnaire » dont il canalise les débats pour en tirer ensuite sa légitimité en tant que théoricien révolutionnaire, s'imposant comme principal chef et idéologue du CCR. Un nouveau conseil des ministres, formé le 8 septembre, consacre l'élimination des intellectuels du pouvoir en Libye au profit des fidèles nommés par les militaires du CCR,,.

### Marginalisation par Kadhafi
Au début 1973, lors d'une séance orageuse du CCR, plusieurs des orientations de Kadhafi sont désavouées : le dirigeant libyen annonce alors son intention de démissionner mais, le 15 avril, prend tout le monde de court en annonçant une nouvelle orientation « révolutionnaire » du gouvernement libyen, destinée à permettre aux « masses populaires » de monter à l'assaut de l'appareil administratif. Kadhafi court-circuite ainsi l'opposition interne en rejetant la légitimité des institutions révolutionnaires au profit d'un pouvoir censé être directement exercé par le peuple. À partir d'avril 1974, Kadhafi, consacrant une part croissante de son temps à concevoir le corpus idéologique du régime, délègue une partie de ses fonctions au sein du CCR à Abdessalam Jalloud, à qui il avait déjà laissé le poste de Premier ministre en 1972. Si Kadhafi s'éloigne de la gestion au quotidien, son autorité sur le CCR ne diminue cependant en rien. En août 1975, une tentative de coup d'État contre Kadhafi, menée par deux des membres du CCR, Bachir Saghîr Hawdi et Omar al-Meheichin, est déjouée ; le CCR est ensuite purgé et seuls cinq de ses douze membres d'origine (dont Kadhafi lui-même, Abou Bakr Younès Jaber et Abdessalam Jalloud) demeurent en place. S'il continue officiellement d'exister, le CCR cesse de fonctionner comme un organe collégial de prise de décision ; la Libye tend désormais inexorablement vers l'instauration d'un pouvoir personnel.

### Dissolution
Le 2 mars 1977, Kadhafi réforme son régime en décrétant la mise en place d'un nouveau système de gouvernement, la « Jamahiriya », fondée en théorie sur la démocratie directe. Le Congrès général du peuple (CGP), Parlement monocaméral de la Libye, devient le nouveau centre officiel des pouvoirs exécutif et législatif. Le CCR est rattaché au CGP et remplacé par le Secrétariat général du Congrès général du peuple.
Parmi les anciens membres du CCR, Abdel-Moneim Al-Huni et Omar al-Meheichi deviennent ensuite des animateurs de premier plan de la dissidence en exil. Kadhafi parvient en 1983 à éliminer Omar al-Meheichi, que le roi du Maroc Hassan II lui livre pour obtenir l'arrêt de l'aide libyenne au Front Polisario : l'avion royal marocain qui transportait al-Meheichi est détourné sur la Libye, où l'ancien conjuré est aussitôt jugé et exécuté. Abdel-Moneim Al-Huni, lui, se réconcilie en 2000 avec le régime de Kadhafi et devient le représentant de la Libye à la Ligue arabe ; il fait à nouveau défection en 2011 lors de la révolte contre Kadhafi. Abdessalam Jalloud reste longtemps l'un des principaux lieutenants de Kadhafi, avant de tomber en disgrâce en 1993 et de se voir écarté des responsabilités. Il fait lui aussi défection en 2011. Abou Bakr Younès Jaber demeure jusqu'au bout un proche collaborateur de Kadhafi : chef d'État-major des forces armées de la Jamahiriya arabe libyenne, il est tué à la fin de la guerre civile dans les combats à Syrte le 20 octobre 2011, le jour même de la mort de Mouammar Kadhafi.